# Ascorhynchus glaber
Ascorhynchus glaber är en havsspindelart som beskrevs av Hoek, P.P.C. 1881. Ascorhynchus glaber ingår i släktet Ascorhynchus och familjen Ammotheidae. Inga underarter finns listade i Catalogue of Life.